# Канадский бальзам

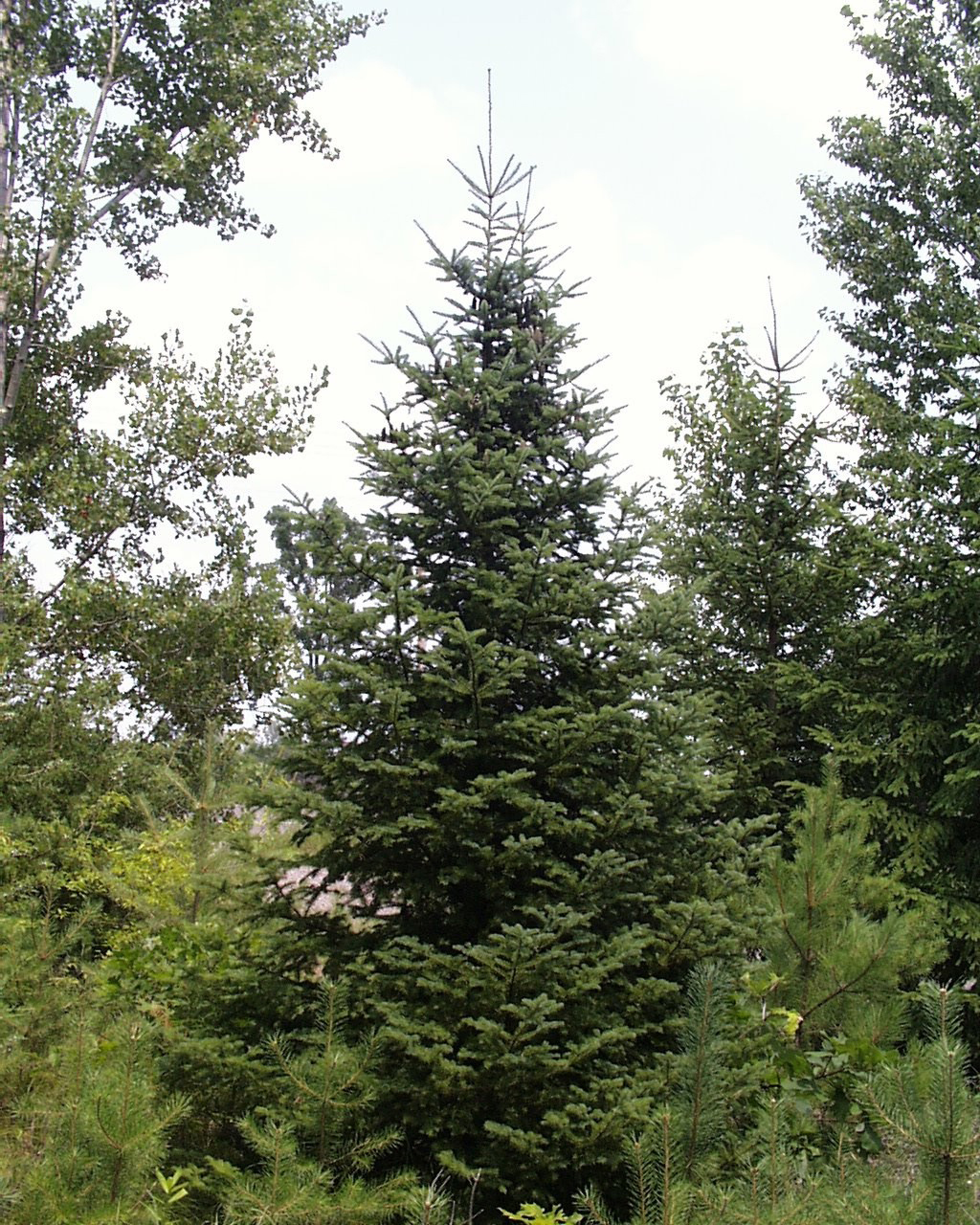
Пихта бальзамическая, или канадская

Кана́дский бальза́м (англ. Canada balsam) — смола (терпентин), получаемая из пихты бальзамической, или канадской (Abies balsamea (L.) Mill.), растущей в Канаде.
Он добывается из смоляных вместилищ коры, выпячивающихся в виде желваков на наружной поверхности её, и собирается в относительно ничтожном количестве, всего до 20—30 тонн в год. Получение его весьма трудоёмко, так как для извлечения этой смолы каждый бальзамный пузырь в коре прокалывается заостренным носиком железной кружки, в которую бальзам тут же медленно стекает по носику. С одного дерева можно получить за один раз обычно не более 250 г бальзама и притом не чаще, чем через каждые 3 года. Сбор бальзама продолжается с середины июня по середину августа.
Канадский бальзам бесцветен или слегка желтоватого цвета, совершенно прозрачен, консистенцией напоминает мёд, приятного запаха, жгучего, горьковатого вкуса. С крепким спиртом не даёт прозрачного раствора; легко растворяется в хлороформе, ксилоле, бензоле, сероуглероде и эфире, но не в бензине. Содержит до 25 % эфирного масла (левый пинен) и две смолы, из которых одна растворима в спирте, другая — нет; кислотное число 84—87.
Благодаря своей большой прозрачности, бесцветности, большому показателю преломления (1,55, близкому к оптическому стеклу типа кронов) и тому, что он никогда не мутнеет и не кристаллизуется, используется для склейки оптических стекол, склеивания призм в призмах Николя, погружения и заклейки микроскопических препаратов, петрографических шлифов, при изготовлении лака и гистологических препаратов, подлежащих длительному хранению, а также в иммерсионных объективах микроскопов.